# Molagnies
Molagnies là một xã thuộc tỉnh Seine-Maritime trong vùng Normandie miền bắc nước Pháp.

## Huy hiệu
| Arms of Molagnies | The arms of Molagnies are blazoned: Gules, a lion tail raised Or, overall a bend azure, and on a chief gules 3 escallops argent, and ??? a fess azure. |

## Dân số
| 1962                                 | 1968 | 1975 | 1982 | 1990 | 1999 | 2006 |
| ------------------------------------ | ---- | ---- | ---- | ---- | ---- | ---- |
| 74                                   | 84   | 75   | 83   | 119  | 149  | 151  |
| Từ năm 1962: Dân số không tính trùng |      |      |      |      |      |      |